# Andalgalá megye
Andalgalá  egy megye Argentínában, Catamarca tartományban. A megye székhelye Andalgalá.

## Települések
A megye a következő nagyobb településekből (Localidades) áll:
- Aconquija
- Alto de las Juntas
- Andalgalá
- Amanao
- Buena Vista
- Chaquiago
- Choya
- El Alamito
- El Lindero
- El Potrero
- La Aguada
- La Mesada

Kisebb települései (Parajes):
| - Agua de las Palomas - Agua Verde - Campo El Pucará - Ciénaga El Pozo - Cóndor Huasi - El Arbolito | - El Durazno - El Espinillo - El Lampazo - El Pantanito - Finca Juan J.Gil - La Guadita | - Las Palmitas - Las Rosas - Ojo de Agua - Río Potrero - Taco Yacu - Villa Vil |

## Gazdaság
Mezőgazdaság és a bányászat a gazdaság alappillére. Capillitas bánya  a legmagasabb ásványi bánya Argentínában.